# Hukam
Hukam est un mot gurmukhi qui vient de l'arabe hukm qui signifie commande ou ordre. Dans le sikhisme, il serait traduit par ordre divin ou volonté de Dieu.

## Origine du mot
Dans la première page du Guru Granth Sahib, le livre saint des sikhs, le mot hukam est retrouvé:

ਕਿਵ  ਸਚਿਆਰਾ  ਹੋਈਐ  ਕਿਵ  ਕੂੜੈ  ਤੁਟੈ  ਪਾਲਿ  ॥
ਹੁਕਮਿ  ਰਜਾਈ  ਚਲਣਾ  ਨਾਨਕ  ਲਿਖਿਆ  ਨਾਲਿ  ॥੧॥ 

soit
« Alors, comment pouvez-vous arriver à la Vérité ? Et comment le voile de l'illusion peut-il se déchirer ?
Nanak dit, il faut obéir au Hukam, le suivre, et marcher dans la voie de volonté divine ».
Il faut vivre en harmonie avec les volontés de Dieu et suivre le Rehat Maryada c'est-à-dire faire ses prières quotidiennes, méditer sur le nom de Dieu et servir les autres : hukam est là la discipline éthique. Le libre arbitre a tout de même une place dans cette création divine : l'humain choisit de vivre selon le hukam, ou non. Hukam définit spécialement comment l'illumination peut être atteinte. Hukam est aussi le principe qui régule le cosmos. Hukam peut être traduit par : les commandements. Pour autant que tel homme soit bon ou qu'il soit mauvais, le croyant pense qu'il est régi dans tous les cas par le hukam : la volonté de Dieu.